# 쿨라트라섬

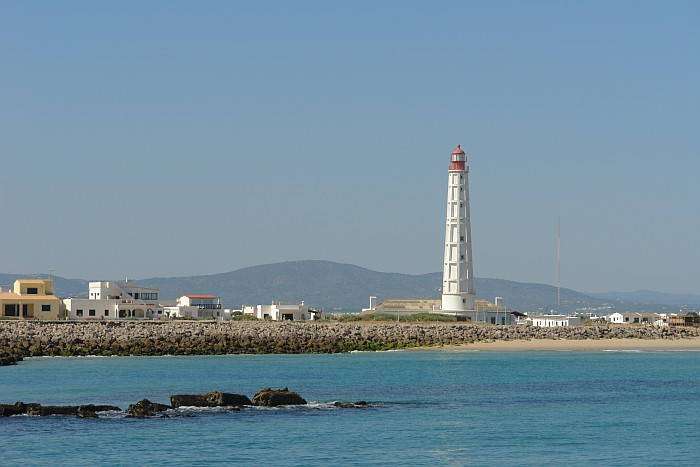

쿨라트라섬(포르투갈어: Ilha da Culatra)은 포르투갈 본토 남단에 바짝 붙어 있는 섬이다. 면적은 0.9 km 정도이며, 섬의 길이는 6km남짓이다. 주민은 1000여명이다.